# Pteroglossus aracari
El arasarí cuellinegro (Pteroglossus aracari) es un tucán del género Pteroglossus nativo de las selvas de Brasil, Venezuela y las Guayanas.

## Descripción
Mide 43 cm de longitud. Presenta maxila blanca, que contrasta con la mandíbula negra. La cabeza, el cuello y las partes superiores son negruzcas; tiene plumas verdosas o azuladas entre las negruzcas y una mancha color castaño oscuro alrededor del oído; el vientre es amarillo, traspasado por la mitad por una banda roja; las plumas del pernil son verde oliva. Cola es de color verde oscura con matices azules.

## Alimentación
Se alimenta de frutos, artrópodos y otros invertebrados pequeños.

## Reproducción
La incubación dura 16 días. Los polluelos abandonan el nido a los 40 días de nacidos.